# Pucanj (1977.)
Pucanj, hrvatski dugometražni film iz 1977. godine.